# Ibrahim Moustafa
Ibrahim Moustafa (àrab: إبراهيم مصطفى)  (Alexandria, 23 de setembre de 1904 - Ciutat de Mèxic, 9 d'octubre de 1968) va ser un lluitador egipci, especialista en lluita grecoromana, que va competir durant la dècada de 1920.
El 1924 va prendre part en els Jocs Olímpics de París, on fou quart en la competició del pes semipesant del programa lluita grecoromana. Quatre anys més tard, als Jocs d'Amsterdam, guanyà la medalla d'or en la mateixa competició del pes semipesant del programa lluita grecoromana.
El 1929, després de la invitació de la Federació sueca de lluita, Moustafa va recórrer Europa i va competir en diversos torneigs internacionals. Fuster de professió, en tornar a casa, passà a exercir d'entrenador de lluita lliure i va preparar un dels seus tres fills, Adel Ibrahim Moustafa, per als Jocs Olímpics de 1948 i 1952. El Torneig Internacional Ibrahim Moustafa recorda la seva figura.